# Dobrava (Trebnje, Slovenija)
Dobrava je naselje u slovenskoj Općini Trebnju. Dobrava se nalazi u pokrajini Dolenjskoj i statističkoj regiji Jugoistočnoj Sloveniji. 

## Stanovništvo
Prema popisu stanovništva iz 2002. godine naselje je imalo 75 stanovnika.